# André Dahan
Pour les articles homonymes, voir Dahan.
André Dahan, né le 2 mai 1935 à Saint-Eugène (Algérie), est un artiste peintre, illustrateur et auteur d'ouvrages jeunesse français.

## Biographie
André Dahan suit des études à l'École nationale supérieure des arts appliqués et des métiers d'art de Paris. 
Il est artiste peintre et illustrateur depuis 1962 : illustrateur de presse, puis d'ouvrages jeunesse. Il est également l'auteur de la majorité des albums qu'il illustre.
Selon le site Ricochet : « Son album, Mon amie la lune, le rendit célèbre dans le monde entier. » Lors de sa publication en 1987, La Revue des livres pour enfants écrit : « Franc-tireur du livre pour enfants, André Dahan appartient à ces peintres-illustrateurs qui travaillent en marge de l'édition. Mais parfois la rencontre se fait : Hatier, Bayard-Presse, Vif-Argent, et maintenant Gallimard. André Dahan s'impose comme étant dans la lignée d'André François. Mais une possible ressemblance ne doit pas tromper : André François est avant tout un graphiste, André Dahan un peintre. Mon amie la lune a été entièrement traité à l'huile. Les tableaux ont été exposés à Beaubourg (« Iles »), à Bologne, au Japon... L'album sort en co-édition anglo-américaine, suisse-allemande, suédoise ».

## Quelques publications

### Auteur et illustrateur
- Zoo pour rire, Hatier, 1974
- Quand le berger dort, Hatier, 1976
- Mon amie la lune[2], Gallimard, 1987
- Le chat et le poisson, Duculot, 1991
- Des nouvelles du zoo , Duculot, 1992
- Série Les Quatre saisons, Casterman, 1994
- Série Hélico, Gallimard, 1989-1995
- Bonne nuit, petite lune , Gallimard jeunesse, 1996
- Le bateau du grand-père, Gallimard jeunesse, 2002
- Au jardin du Luxembourg , Gallimard jeunesse, 1998

### Illustrateur
- Ali Baba et les quarante voleurs, traduit de l'arabe par Antoine Galland, illustrations de André Dahan, le Livre de poche, 1979
- François Dautré, Bleu de bleu , ill. par André Dahan, Vif argent, 1982
- Michel Grimaud, L'Enfant de la mer, ill. par André Dahan, Centurion, 1986
- Margaret Davidson, Louis Braille, l'enfant de la nuit, Gallimard jeunesse, 1983

## Prix et distinctions
- Sélection Deutscher Jugendliteraturpreis 1988[3] pour Mon amie la Lune
- Sélection Deutscher Jugendliteraturpreis 1989[4] pour Hélico et l’oiseau
- Prix Spécial du Prix L'Attire-Lire 1990 pour Hélico et l'oiseau, durant la 2e biennale internationale des illustrateurs de livres d'enfants de Lannion[5]
- Pomme d'Or de Bratislava 1991[6] , lors de la Biennale d'illustration de Bratislava, pour Hélico et l'iceberg